# Maher al-Assad

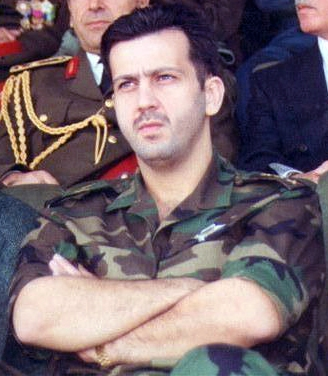
Maher al-Assad (2008 of eerder)

Maher al-Assad (Damascus, 8 december 1967) is een Syrische generaal en broer van oud-president Bashar al-Assad. Tot aan de val van het regime Assad in 2024 was hij het hoofd van de Republikeinse Garde en de Vierde Pantserdivisie. Tevens behoorde hij tot de top van de Ba'ath-partij en werd hij beschouwd als de machtigste man van Syrië na zijn broer.

## Militaire carrière
Maher is de derde zoon van de Syrische oud-president Hafiz al-Assad, na Bassel en Bashar. Hij studeerde bedrijfskunde aan de Universiteit van Damascus, maar ging na zijn studie net als de inmiddels verongelukte Bassel in het leger. Hij kreeg de reputatie impulsiever te zijn dan zijn broer. Na het overlijden van hun vader volgde Bashar hem in 2000 op als president. Maher werd commandant van de 4de divisie van het leger, die werd beschouwd als de best uitgeruste en best opgeleide strijdkrachten van Syrië, en van de zes brigades van de Republikeinse Garde, die verantwoordelijk waren voor de bescherming van de hoofdstad Damascus.
2010 was de start van opstanden tegen verscheidene regimes in de Arabische wereld - bekend als de Arabische Lente - die in 2011 ook in Syrië tot massale protesten en een burgeroorlog leidden. Activisten beweerden dat de troepen van Maher aan het begin van de opstand een rol zou hebben gespeeld in anti-dissidente operaties in de zuidelijke stad Daraa, de kuststad Banias, de centrale provincie Homs en de noordelijke provincie Idlib. Hij zou een drijvende kracht geweest zijn achter het geweld tegen dissidenten en activisten.
Eind 2024 slaagde een coalitie van Syrische rebellen erin in een offensief van slechts enkele weken het regime van de familie Assad neer te slaan. Op 8 december veroverden ze Damascus. Naar verluidt zou Maher ternauwernood per helikopter de hoofdstad ontvlucht zijn richting Irak, om van daaruit door te reizen naar Rusland, een bondgenoot van de Assad familie. Ook zijn broer Bashar en zijn gezin waren naar Moskou gevlucht, waar ze asiel kregen.